# Smosh
Smosh是由安東尼·帕迪亞和伊恩·安德魯·席克斯（Ian Andrew Hecox，生於1987年11月30日）所創立的Youtube的喜劇搭檔、製作公司和前社交網站。2002年，帕迪亞創建了一個名為「smosh.com」的網站用於製作Flash动画，後來他的朋友席克斯加入，並在影片分享網站Youtube上傳多部影片，也在2005年底成為該網站最熱門的頻道之一。截至2022年5月，Smosh頻道的觀看次數超過100億次，訂閱者超過2500萬人。
自2012年以來，Smosh品牌已擴展為多個頻道，包括一個西班牙語頻道（ElSmosh），一個專注於遊戲內容的頻道（Smosh Games）和一個綜合頻道（Smosh Pit）。這些喜劇短劇還包括更多的演員。Smosh頻道曾三次成為订阅人数最多的YouTube频道。第一個時期從2006年5月到6月，第二個時期從2007年4月到2008年9月，第三個時期從2013年1月到8月。
2017年，該頻道的聯合創始人帕迪亞離開了該頻道，專注於自己的獨立事業並關注他自己獨立的頻道。2018年11月6日，Smosh的母公司Defy Media突然關閉，並沒有提前通知。六天後，Smosh演員發布了一段影像，宣布Smosh、Smosh Pit和Smosh Games的製作仍在進行中，現有的影像將完成，其他內容將由Smosh獨立發布在他們的YouTube頻道上。隨後，他們於2019年2月22日在他們的公司被瑞德與林克收購後加入了Mythical Entertainment。經過四年的Mythical擁有期，帕迪亞於2023年6月宣布回歸頻道，他和席克斯亦從Mythical Entertainment手中買回該公司，重新將Smosh建立為獨立實體。
截至2019年，該頻道的常規演員包括席克斯、寇特妮·米勒（Courtney Miller）、達米恩·C·哈斯（Damien Haas）、眭睦（Olivia Sui）、基思·里克二世（Keith Leak Jr.）、 諾亞・格羅斯曼（Noah Grossman）和夏恩·托普，他們管理著大部分影片的內容。

## 歷史

### 組成與神奇寶貝影片：2003-2006
帕迪亞在2002年創立了smosh.com的網站，並製作了多部動畫短片。他說「SMOSH」這個名字來自：有一次他的朋友解釋「衝撞」（Mosh Pit）的動作，不小心聽成了Smosh Pit。之後他的朋友，伊恩·席克斯加入了Smosh。2005年11月19日，Smosh創辦了Youtube帐号，也拍了多部影片。大部分的影片都是他們跟《真人快打》《金剛戰士》《忍者龜》等主題曲對嘴唱歌。本來這些影片純粹只是為了送給朋友看，但經過朋友的熱烈支持就上傳到了Youtube上。
「《神奇寶貝》主題曲」是Smosh最初的影片之一，並在2005年11月上傳。跟其他影片一樣，該影片是他們兩人跟著《神奇寶貝動畫版》的英文主題曲對嘴唱歌。但這部影片很快就比其他的影片還要受歡迎。2006年時，此影片總共有2,470萬人點閱，成為當時點閱率最多的影片。但因日本版權方小學館提出該影片違反他們的著作權，而在Youtube上被迫移除。
《神奇寶貝》影片的成功使得Smosh在2006年登上《時代》雜誌的「时代年度风云人物」。也使他們將拍攝的範圍從对话擴展到小品短片。在2007年3月，一名叫Andii2000的人重新上傳Smosh的「《神奇寶貝》主題曲」，在2013年7月獲得超過1,500萬點閱率。 基於Smosh的成功，也與Youtube產生了合夥關係，因此兩人在2010年11月上傳了「《神奇寶貝》主題曲復仇篇」，本影片是在描寫日本小學館將原先的影片移除所產生的紛爭。

### YouTube上的成功與暫時關閉：2007–2018
經過了幾年，Smosh的影片開始多樣化。開始製作短片，例如一年一度的《食物大戰》，和《那該死的鄰居》等系列。Smosh的知名度隨著時間越來越高，並成為Youtube上最多人訂閱的頻道。2009年，Smosh將smosh.com重新設計，新增了遊戲項目，並將幕後花絮移到影片項目裡。2010年1月，Smosh推出了Smosh專欄，是關於流行文化或是喜劇的文章。2010年Smosh又推出了3個新的影片系列：《伊恩很無聊》：原為紀錄伊恩每個禮拜做的無聊事，後來成為Smosh兩人拆粉絲郵件的地方，叫「粉絲郵件時間」；《問查理》：為一互動系列，會讓粉絲們問問題給Smosh的寵物天竺鼠查理（而查理目前是住在伊恩的家），從2010年5月首播至2011年12月結束；《與Smosh共進午餐》：紀錄Smosh去餐廳買午餐，並帶回家吃。順便回答粉絲在Twitter留言的問題。（找找推特問題）Smosh最受歡迎的影片系列包括《真人版神奇寶貝》與《假如____成真》2010年，Smosh也推出了「iShut Up」應用程式,並於2013年推出遊戲《食物大戰》，由Google贊助，並提供iOS和Android的手機用戶使用。.
2011年，Smosh的品牌被電影公司Defy Media收購。2012年，Smosh又推出三個新頻道，「El Smosh」：包含被西班牙文配音的Smosh的影片；「閉嘴卡通」：Smosh編寫的多部卡通系列和「Smosh頻道」：Smosh團隊和ClevverGames的團隊一起主持遊戲有關的影片和玩遊戲。Smosh最熱門的影片中，有部份都是跟遊戲有關的音樂影片。Smosh把這些歌與其他的歌，推出了3張專輯：《性感專輯》（2010）、《假如音樂成真》（2011）和《Smosh夠味》（2012）。
2013年1月，Smosh超越了雷·威廉·約翰遜，成為最多人訂閱的頻道。2013年2月，Smosh推出了「超級暴頭遊戲X」，提供iPad、iPhone和iPod的用戶使用。但在2014年初，Smosh的Youtube訂閱人數第一名的寶座被PewDiePie超越。Smosh亦在2016年推出了《___都這樣》系列，由安東尼和伊恩以外Smosh團隊的其他成員主演。
2017年6月，安东尼宣布离开Smosh後成立Pressalike Productions，並開始經營自己的個人頻道，原因是「品牌企業化後缺乏創作自由」，而伊恩会继续留在Smosh。
2018年11月6日，Smosh的母公司Defy Media以「市場現況」為由於毫無預警下倒閉，亦陸續解雇旗下員工，Smosh的頻道也停止更新。伊恩在個人推特上表示正找尋新的公司並會盡他們所能盡快更新Smosh的頻道。而在2017年離開的安東尼則出面指證Defy Media的作為是他離開Smosh的真正原因，包括在沒有諮詢他的情況下招聘新演員和叫停節目、嘗試取走其社交平台的個人帳戶、說服他和伊恩在未有任何構思下為製作一個iOS遊戲向觀眾籌集資金、禁止他加入演員工會等。安東尼亦指證他和伊恩當時出售Smosh給Defy Media是換取公司的股份，但因公司從未上市而令收購變得一文不值。他亦解釋自己離開時為免影響他朋友的工作而未有公開有關指證，他離開的原因是Defy Media從中搗亂，跟他的同事無關。

### 重启（2019年-2023年）
2019年2月22日，由美国喜剧二人组合Rhett & Link创立的制片公司“Mythical Entertainment”宣布收购Smosh，伊恩亦在宣佈此消息的影片中表示新公司收購後Smosh會重新擁有自由創作的權利。

### 重回過往形式（2023年-至今）
2023年6月20日，伊恩與安東尼在Smosh的YouTube頻道上傳了一支叫「WE BOUGHT SMOSH!」的影片，內容提到兩人搭檔的歷史，其中伊恩提到在去年時就與安東尼萌生了購回Smosh的念頭，經過幾個月的協商後，伊恩與安東尼成功購回Smosh，安東尼也同時回歸Smosh，與伊恩一同擔任編劇，從此以後重回過往的拍片形式。

## 專輯
| 標題                       | 細節                                    | 排行榜最高排名 | 排行榜最高排名  | 排行榜最高排名 | 排行榜最高排名 | 排行榜最高排名 | 排行榜最高排名 | 排行榜最高排名 | 排行榜最高排名 | 排行榜最高排名 |
| 標題                       | 細節                                    | 美國 喜劇      | 美國 Heatseeker |                |                |                |                |                |                |                |
| -------------------------- | --------------------------------------- | -------------- | --------------- | -------------- | -------------- | -------------- | -------------- | -------------- | -------------- | -------------- |
| 《性感專輯》               | - 發行: 2010年12月15日 - 規格: 數位下載 | 11             | —               |                |                |                |                |                |                |                |
| 《假如音樂成真》           | - 發行: 2011年11月11日 - 規格: 數位下載 | 5              | 26              |                |                |                |                |                |                |                |
| 《Smosh夠味》              | - 發行: 2011年12月3日 - 規格: 數位下載  | 3              | 27              |                |                |                |                |                |                |                |
| "—" 指的是沒有在此榜上榜。 |                                         |                |                 |                |                |                |                |                |                |                |

## 獎項及提名
| 年分 | 獎項                    | 類別                                        | 受獎者                             | 結果 |
| ---- | ----------------------- | ------------------------------------------- | ---------------------------------- | ---- |
| 2006 | 2006 YouTube Awards     | Comedy                                      | "Smosh Short 2: Stranded"          | 獲獎 |
| 2009 | 2009 Webby Awards       | Experimental & Weird                        | "Sex Ed Rocks"                     | 提名 |
| 2010 | 2010 Webby Awards       | Viral                                       | "If Movies Were Real"              | 提名 |
| 2013 | 3rd Streamy Awards      | Best Comedy Series                          | Smosh                              | 提名 |
| 2013 | 3rd Streamy Awards      | Audience Choice for Personality of the Year | Smosh                              | 提名 |
| 2013 | 3rd Streamy Awards      | Best Animated Series                        | Oishi High School Battle           | 提名 |
| 2013 | 2013 Webby Awards       | Branded Entertainment Short Form            | "Ultimate Assassin's Creed 3 Song" | 提名 |
| 2013 | 2013 Social Star Awards | Most Popular Social Show                    | Smosh                              | 提名 |
| 2013 | 2013 Social Star Awards | United States Social Media Star             | Smosh                              | 獲獎 |

## 外部連結
- 官方网站